# Just Dance (singolo)
Just Dance è il singolo d'esordio della cantante statunitense Lady Gaga, pubblicato l'8 aprile 2008 come primo estratto dal primo album in studio The Fame.
Il singolo ha riscosso un ottimo successo nelle classifiche mondiali, imponendosi al numero uno in Australia, Canada, Irlanda, Regno Unito e Stati Uniti. Proprio in questo ultimo paese, Just Dance ha totalizzato quasi cinque mesi di permanenza nella Billboard Hot 100, per poi approdare alla vetta della classifica nel gennaio 2009. Ad agosto del 2009, con più di 4,4 milioni di copie, è diventato il suo secondo singolo più venduto di sempre negli Stati Uniti e il quarto singolo più venduto al mondo con 7,7 milioni di copie. Ad oggi le vendite sono stimate in 10 milioni di copie nel mondo.
Nel 2009 è stato nominato ai Grammy Awards nella categoria miglior registrazione dance.

## Descrizione
Just Dance è una canzone dance pop, elettropop e synth pop mescolata a influssi R&B. Secondo i dati pubblicati dal sito Musicnotes.com, il brano è composto con un ritmo moderato di 124 battiti per minuto, in chiave Do# minore. Gaga ha scritto Just Dance in soli dieci minuti durante il gennaio 2008 e secondo lei è stato "un lavoro duro e a cui molti non hanno creduto subito".
Il brano è stato inoltre utilizzato nella colonna sonora del film del 2008 Ballare per un sogno.

## Video musicale
Pubblicato a maggio del 2008, il video realizzato per Just Dance è stato diretto da Melina Matsoukas e prodotto da Kim Dellara e rievoca l'atmosfera da party che viene descritta nel brano. È stato girato il 31 marzo 2008 a Los Angeles. Per le riprese è stata affittata una casa a Los Angeles.
All'inizio del videoclip, una ragazza bruna con capelli a caschetto posiziona uno stereo su un davanzale e preme il tasto di accensione: parte l'intro musicato di Just Dance. La scena si sposta sulla strada, dove Lady Gaga arriva all'interno di una limousine tenendo le gambe fuori dal finestrino. La cantante, accompagnata da due donne, si fa strada sul viale che conduce alla casa scavalcando le persone distese a terra ed entra nell'abitazione. Si toglie la giacca e inizia a cantare. Si susseguono quindi scene dei ragazzi invitati alla festa nella casa che si divertono e altre di Lady Gaga che balla con una palla da discoteca tra le mani o distesa in una piccola piscina mentre cavalca un'orca gonfiabile. Tra gli invitati alla festa figurano Space Cowboy, Akon, i Flipsyde e Chantelle Paige in un cameo.
In un'intervista, Lady Gaga ha commentato le riprese del video dicendo: «Oh, è stato così divertente ed eccitante. Per me era come stare sul set di un film di Martin Scorsese. Sono stata così sottovalutata per così tanto tempo, e realizzare questo magnifico video è stato davvero esaltante. È stato davvero divertente, ma lo vedrai - se mai un giorno dovessi venire ad assistere alle riprese di un mio video - sono molto riservata su quelle cose, sinceramente non ne parlo con tutti. Io non sono come la ragazza del party che gironzola continuamente. Potrei sembrare anche un po' una diva.»
Il video ha ottenuto la certificazione Vevo, avendo superato le 100 milioni di visualizzazioni.

## Accoglienza
Il brano ha riscontrato nel complesso ottime critiche ed è stato esaltato per la natura da inno per discoteca e il synthpop associato. Matthew Chisling di allMusic ha definito la canzone «galattica» e l'ha paragonata a un'altra traccia dell'album, Money Honey. Alexis Petridis del The Guardian l'ha descritta come «un racconto piacevolmente compulsivo di un'avanzata perdita di conoscenza provocata da farmaci, con una combinazione di battiti incalzanti, taglienti sonorità elettro e il sapore delicato R&B che ha una vaga somiglianza con Maneater di Nelly Furtado.» Ben Norman di About.com ha scritto che il brano «introduce l'album come una valchiria che ordina la carica [...] e cavalca vittoriosa di fronte al suo esercito. Se non conoscete la canzone, servitevi del browser. Non perderò tempo nel chiarire a cosa assomiglia.» Inoltre, ha definito la canzone non innovativa e l'ha paragonata alle produzioni di Rihanna, Chris Brown e Pussycat Dolls. Bill Lamb della stessa rivista l'ha definita docile ma sufficientemente orecchiabile per rendere Lady Gaga nota al grande pubblico. Ha ancora aggiunto che Just Dance ha una forte energia, sottolineata dalla voce sorprendente della cantante, sebbene nel complesso equivalga a un brano dance pop piuttosto insipido. La recensione è stata altrettanto favorevole verso la collaborazione di Colby O'Donis. Evan Sawdey di PopMatters.com ha descritto Just Dance come un singolo intensamente accattivante e un ottimo indicatore dell'intero contenuto dell'album.

## Successo commerciale
Negli Stati Uniti Just Dance è divenuta una hit da discoteca subito dopo il suo lancio, piazzandosi alla numero due sia nella classifica Hot Dance Airplay sia nella Hot Dance Club Play durante l'estate del 2008. Il brano ha esordito nella Billboard Hot 100 alla numero settantasei nella settimana del 16 agosto 2008. È salito alla numero due nella Hot 100 il 10 gennaio 2009, dopo aver venduto 419 000 downloads. Nello stesso numero di Billboard, il brano si è sollevato alla numero uno nella Pop 100. La settimana dopo, il brano è arrivato alla numero uno nella Hot 100. Il singolo ha totalizzato ventidue settimane prima di ascendere al primo posto, divenendo il secondo singolo che è salito in più tempo alla numero uno dopo With Arms Wide Open dei Creed che è stato ventisette settimane in classifica prima di arrivare alla numero uno nel novembre 2009. Il brano è stato 49 settimane nella Hot 100 e nell'ultima settimana del 2008 il singolo riuscì ad avere la migliore settimana dell'anno e la terza di sempre in termini di vendite digitali con 419 000 copie. Ad aprile 2023, Just Dance è stato coronato disco di diamante dalla Recording Industry Association of America per aver venduto undici milioni di copie nel paese.

## Tracce
US Remixes CD & LP Vinyl
1. Just Dance
2. Just Dance (HCCR's Bambossa Main Mix)
3. Just Dance (Richard Vission Remix)
4. Just Dance (Trevor Simpson Remix)

US Promo Remixes CD
1. Just Dance
2. Just Dance (Instrumental)
3. Just Dance (Acapella)
4. Just Dance (HCCR's Bambossa Main Mix)
5. Just Dance (Richard Vission Remix)
6. Just Dance (Trevor Simpson Remix)
7. Just Dance (Justin Romanes Edit)
8. Just Dance (HCCR's Bambossa Radio Edit)
9. Just Dance (Trevor Simpson Edit)
10. Just Dance (HCCR's Bambossa Dub)

German Maxi CD Single
1. Just Dance
2. Just Dance (HCCR's Bambossa Main Mix)
3. Just Dance (Instrumental)
4. Just Dance (Video)

French CD single
1. Just Dance
2. Just Dance (Glam As You Radio Mix)
3. Just Dance (Glam As You Club Mix)

US Remixes Part,2 iTunes EP & US Promo CD
1. Just Dance (RedOne Remix)
2. Just Dance (Space Cowboy Remix)
3. Just Dance (Robots To Mars Mix)
4. Just Dance (Tony Arzadon Remix)

UK CD single
1. Just Dance (Main Version)
2. Just Dance (RedOne Remix)

UK Picture Disc Limited 7' Vinyl
1. Just Dance (Main Version)
2. Just Dance (HCCR's Bambossa Main Mix)

UK Promo Remixes CD
1. Just Dance (feat. Colby O'Donis) (Original)
2. Just Dance (feat. Kardinal Offishall) (RedOne Remix)
3. Just Dance (Glam As You Mix By Guena LG) (Club Mix)
4. Just Dance (HCCR'S Bambossa Main Mix)
5. Just Dance (Trevor Simpson Remix)
6. Just Dance (Richard Vission Remix)
7. Just Dance (Tony Arzadon Remix)
8. Just Dance (HCCR'S Bambossa Dub)
9. Just Dance (Glam As You Mix By Guena LG)

## Formazione
- Autori - Lady Gaga, RedOne, Akon
- Produttore - RedOne
- Strumenti - RedOne
- Registrazione - RedOne
- Ingegneria acustica  - Dave Russell
- Voci di sottofondo  - Lady Gaga, RedOne, Akon, Colby O'Donis
- Missaggio - Robert Orton[36]

## Esibizioni dal vivo
La cantante ha eseguito la canzone per la prima volta nel luglio del 2008 durante il concorso di bellezza Miss Universo in Vietnam. Successivamente ha promosso il brano in molti spettacoli televisivi degli Stati Uniti come Jimmy Kimmel Live!, The Tonight Show with Jay Leno, The Ellen DeGeneres Show e nel reality So You Think You Can Dance. Gaga ha anche fatto il suo debutto sugli schermi televisivi irlandesi durante il talk show Tubridy Tonight nel gennaio 2009. In Australia si è esibita nello show Sunrise, dove è stata accusata di aver cantato in playback. Gaga ha prontamente smentito tutto, dichiarando: "Ero stanca il giorno dello spettacolo, ma assolutamente, al 100%, lo show è stato tutto dal vivo! Non ho mai cantato in playback, e non lo farò mai, anche nel peggior giorno della mia vita, mai!". Nel Regno Unito, Gaga ha cantato il brano a GoodMorningTV, e durante la sua AOL Live Session. Si è esibita col brano durante lo show di accompagnamento del Gran premio di Formula 1 a Montréal, dove eseguì inoltre per l'unica volta il brano al pianoforte in versione acustica durante il Marc Jacobs V After Party.
Just Dance fece anche parte del primo tour mondiale della cantante, The Fame Ball Tour, dove veniva cantata prima dell'Encore. Al finire della versione pianistica di Poker Face, Gaga lasciava il palco e cominciava un interludio dal nome The Face in cui iniziava a parlare il suo alter ego Candy Warhol. Questa poi tornava sul palco indossando un abito con elementi di un tutù e di un peplo, decorato con il tulle e delle spalline a punta. I ballerini indossavano abiti e pantaloni firmati Louis Vuitton e Steven Sprouse, abbinati alle scarpe di Gaga. Le luci di sfondo si spegnevano per mostrare la cantante con indosso i suoi occhiali a LED che proiettavano le parole Pop Music Will Never Be Low Brow. A questo punto iniziava un remix della intro di Just Dance e Gaga iniziava a cantare la canzone, mentre si muoveva a ritmo di musica insieme ai suoi ballerini.
Il brano fu aggiunto anche alla scaletta del Monster Ball Tour, sia nella versione originale dello show sia in quella rivisitata. Nella versione originale, venne scelta come secondo brano della scaletta, subito dopo il brano Dance in the Dark. Per la performance Gaga suonava una keytar bianca tempestata di piccole pietre e polvere argentata. All'inizio del pezzo usciva da un gigantesco cubo bianco, dentro al quale ballavano gli altri ballerini, e venendo sollevata da una piattaforma, si metteva a suonare sopra di esso. Nella rivisitazione del concerto il brano è il terzo della scaletta, cantato dopo Dance in The Dark e Glitter and Grease. Gaga, con indosso una tutina viola con piccole macchie nere, occhiali scuri e stivali abbinati, iniziava la sua esibizione scendendo da una scala e arrivando ad una macchina parcheggiata, scenografia ispirata dal paesaggio urbano di New York. Dopo aver aperto il cofano, che conteneva una tastiera elettronica, la cantante cominciava a suonare, per poi finire l'esibizione ballando insieme ai ballerini lungo la passerella posizionata al centro del palco.
La canzone ha fatto parte anche della scaletta del The Born This Way Ball, subito dopo aver cantato Fashion Of His Love. Durante l'esibizione, la quale ha luogo nel castello medievale che è la scenografia principale del palco, vengono mostrati alcuni abiti stravaganti indossati da lei alcuni anni prima, mentre indossa un abito rosa simile a un origami e finge di truccarsi.
Il brano verrà eseguito anche nelle successive tournèe: l'ArtRave: The Artpop Ball (2014), il Joanne World Tour (2017-18), il residency show a Las Vegas Lady Gaga: Enigma (2018-2020) e il The Chromatica Ball (2022). La canzone ha fatto anche parte della scaletta della performance all'half-time show del Super Bowl LI, dove canta indossando un body argento e un giubbotto dorato entrambi metallizzati ed entrambi di Versace, suonando una keytar viola.

## Premi e riconoscimenti
| Anno | Premio                           | Categoria             | Risultato |
| ---- | -------------------------------- | --------------------- | --------- |
| 2009 | Grammy Awards                    | Best Dance Recording  | Candidato |
| 2009 | International Dance Music Awards | Best Pop Dance Track  | Vinto     |
| 2009 | International Dance Music Awards | Best Music Video      | Candidato |
| 2009 | Q Awards                         | Best Video            | Vinto     |
| 2009 | Teen Choice Awards               | Choice Music: Hook Up | Vinto     |

## Cover
Una cover del brano è stata eseguita dalla band pop punk italiana Vanilla Sky ed è stata inserita nel loro EP Fragile.
Altre cover provengono dai Disco Curtis, dagli Eternal September, dagli IT Boys con Jeffree Star, da Jamies Elsewhere e dai Surrender The Dance Floor.

## Classifiche

### Classifiche settimanali
| Classifica (2008-25) | Posizione massima |
| -------------------- | ----------------- |
| Australia            | 1                 |
| Austria              | 8                 |
| Belgio (Fiandre)     | 13                |
| Belgio (Vallonia)    | 15                |
| Brasile              | 69                |
| Canada               | 1                 |
| Croazia              | 5                 |
| Danimarca            | 6                 |
| Europa               | 3                 |
| Finlandia            | 7                 |
| Francia              | 14                |
| Germania             | 10                |
| Irlanda              | 1                 |
| Italia               | 36                |
| Norvegia             | 3                 |
| Nuova Zelanda        | 3                 |
| Paesi Bassi          | 4                 |
| Polonia              | 54                |
| Regno Unito          | 1                 |
| Repubblica Ceca      | 5                 |
| Romania              | 5                 |
| Russia               | 6                 |
| Spagna               | 3                 |
| Stati Uniti          | 1                 |
| Svezia               | 3                 |
| Svizzera             | 8                 |
| Ucraina              | 8                 |
| Ungheria             | 5                 |

### Classifiche di fine anno
| Classifica (2008) | Posizione |
| ----------------- | --------- |
| Australia         | 7         |
| Canada            | 6         |
| Francia           | 73        |
| Nuova Zelanda     | 12        |
| Russia            | 97        |
| Svezia            | 15        |
| Classifica (2009) | Posizione |
| Australia         | 70        |
| Austria           | 38        |
| Belgio (Fiandre)  | 42        |
| Belgio (Vallonia) | 21        |
| Canada            | 42        |
| Danimarca         | 17        |
| Europa            | 30        |
| Germania          | 34        |
| Irlanda           | 4         |
| Paesi Bassi       | 28        |
| Regno Unito       | 3         |
| Russia            | 94        |
| Spagna            | 21        |
| Stati Uniti       | 3         |
| Svezia            | 85        |
| Svizzera          | 20        |
| Ucraina           | 123       |
| Ungheria          | 7         |

### Classifiche di fine decennio
| Classifica (2000-2009) | Posizione |
| ---------------------- | --------- |
| Australia              | 12        |
| Regno Unito            | 21        |
| Russia                 | 153       |
| Stati Uniti            | 35        |

### Classifiche di tutti i tempi
| Classifica (1958-2018) | Posizione |
| ---------------------- | --------- |
| Stati Uniti            | 196       |